# 市原聖曠
市原聖曠（日语：市原 聖曠），日本足球運動員，日本國家女子足球隊教练（1981年）。

## 教练生涯
市原聖曠经率领日本國家女子足球隊参加1981年亞足聯女子亞洲盃。